# Großsteingrab Werpeloh II
Das Großsteingrab Werpeloh II mit der Sprockhoff-Nr. 823 liegt in einem Wald nordwestlich von Werpeloh in der Samtgemeinde Sögel im Landkreis Emsland in Niedersachsen. Es entstand zwischen 3500 und 2800 v. Chr. und ist eine Megalithanlage der Trichterbecherkultur (TBK).
Von den einst etwa 40 Tragsteinen sind 22 mehr oder weniger in situ vorhanden. Von den ursprünglich 14 Decksteinen fehlen vier. Die meisten sind in die Kammer gestürzt. Der mit 3,1 × 1,9 m größte Deckstein liegt über dem Zugang und ist nahezu rechteckig. Die etwa 16,5 Meter lange und 1,8–2,3 Meter breite ost-westlich ausgerichtete Kammer hat ihren Zugang in der Mitte der südlichen Längsseite. Von der mutmaßlich ovalen Umfassung von etwa auf 27,5 Meter auf 7,5 Meter (auch andere Maße werden vermutet) sind nur wenige Steine vorhanden. Der Typ wird als Ganggrab oder emsländische Kammer bezeichnet. Seit einer Bestandsaufnahme im Jahre 1926 scheint ein Stein verloren gegangen zu sein.
In der Nähe liegt das Steenhus von Werpeloh (Sprockhoff-Nr. 822), das Großsteingrab Werpeloh III Sprockhoff-Nr. 824 sowie das neben Klein Stavern III (Sprockhoff-Nr. 848) (zwei Decksteine) kleinste Ganggrab westlich der Weser; mit nur drei Decksteinen sowie ein Großdolmen.